# Coccothrinax miraguama
Coccothrinax miraguama là loài thực vật có hoa thuộc họ Arecaceae. Loài này được (Kunth) Becc. mô tả khoa học đầu tiên năm 1908.
Loài này là đặc hữu Cuba.

## Phân loài
Hiện tại người ta công nhận 4 phân loài:
- C. miraguama subsp. arenicola[3],
- C. miraguama subsp. havanensis[4],
- C. miraguama subsp. miraguama[5]'
- C. miraguama subsp. roseocarpa[6].

## Hình ảnh

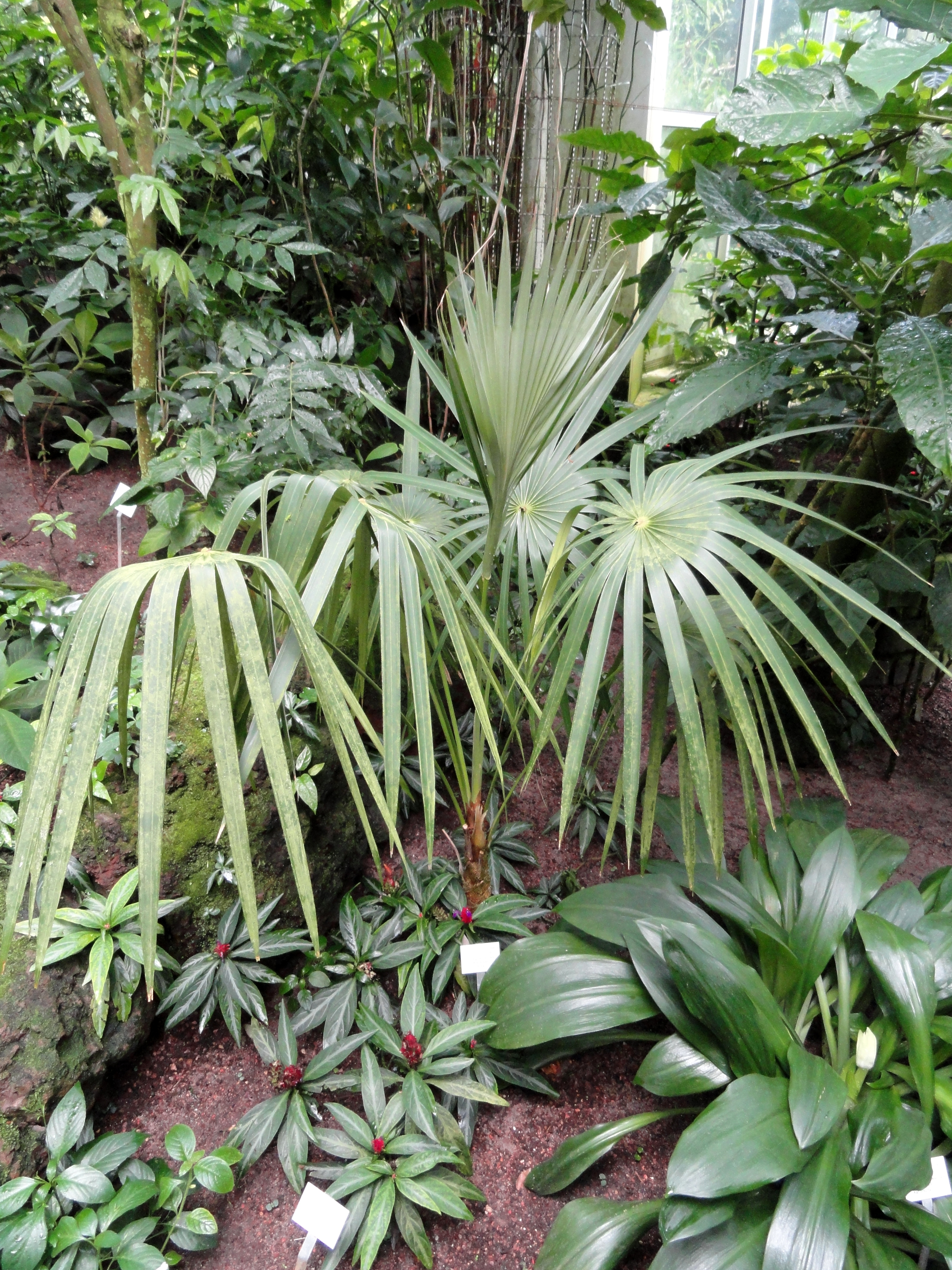